# 第39回スーパーボウル
第39回スーパーボウル(Super Bowl XXXIX)は2005年2月6日にフロリダ州ジャクソンビルのオールテル・スタジアムで行われた39回目のスーパーボウルで、NFL2004年シーズンの決勝戦である。試合はAFCチャンピオンであるニューイングランド・ペイトリオッツがNFCチャンピオンであるフィラデルフィア・イーグルスを24-21の接戦で破り、チーム史上3度目のスーパーボウル制覇とNFL史上8度目（7チーム目）のスーパーボウル連覇を達成した。MVPはペイトリオッツのWRディオン・ブランチが受賞した。

## 背景

### 道のり

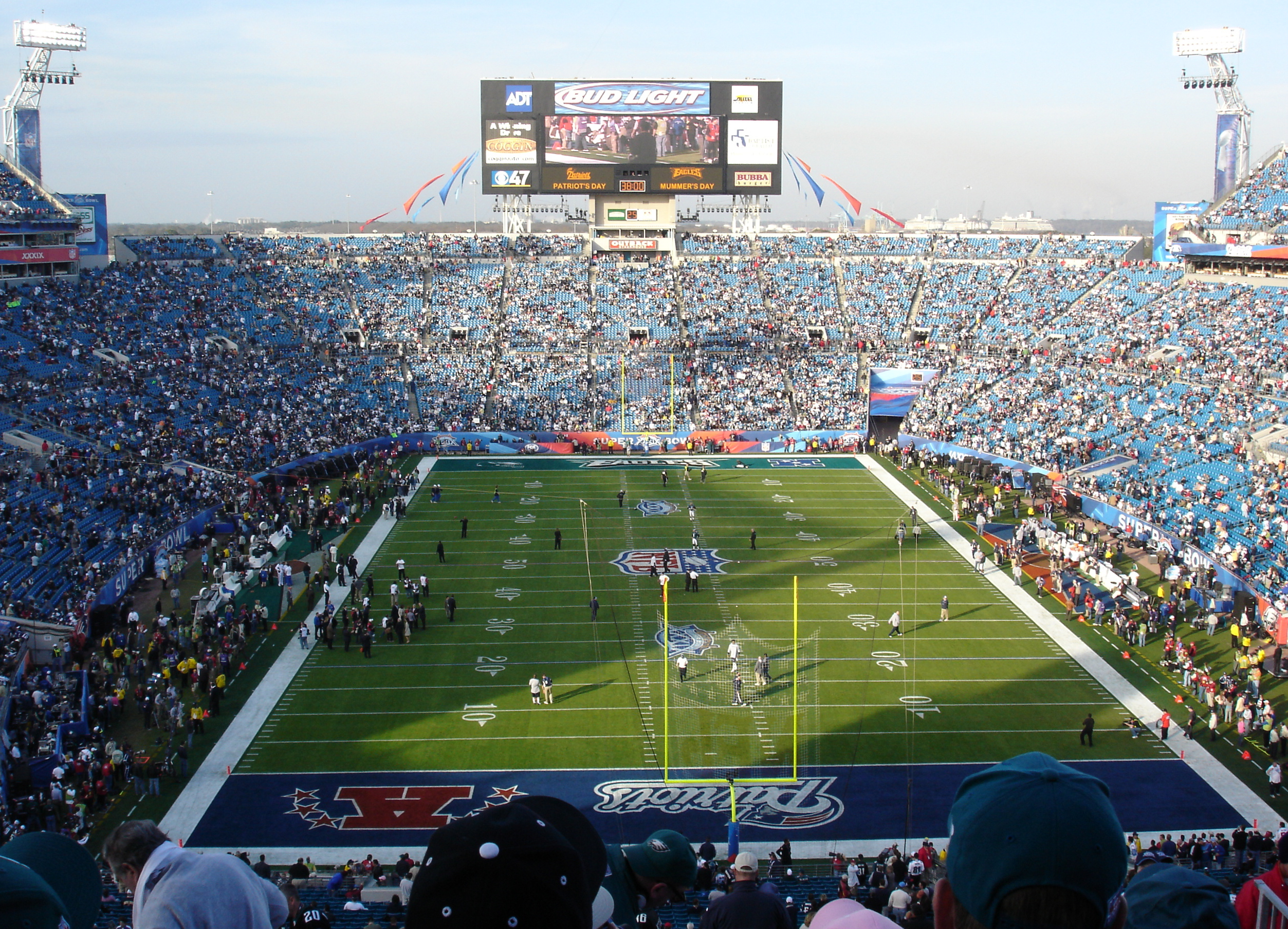
試合前のオールテル・スタジアム

ニューイングランド・ペイトリオッツ (2004 New England Patriots season)
AFC東地区に所属するニューイングランド・ペイトリオッツは2001年シーズンの第36回スーパーボウル、2003年シーズンの第38回スーパーボウルで勝利し、ここ3年間で2度のリーグ制覇を成し遂げていた。スーパーボウル連覇を目指したこのシーズンはオフにシンシナティ・ベンガルズからRBコーリー・ディロンをドラフト2巡指名権とのトレードで獲得した。ディロンは1997年シーズンから6シーズン連続で1,000ヤード以上のラッシュを記録しプロボウルにも3度選出されていたが2003年シーズンは怪我もあってキャリア最低の541ヤードに終わり、30歳という年齢もあり獲得には懸念の声もあった。ドラフトでは2つの1巡指名権でDTビンス・ウィルフォークとTEベンジャミン・ワトソンを獲得。目立った主力の放出もなくチームはスーパーボウルを制覇した戦力を保つことに成功した。
開幕戦で強豪インディアナポリス・コルツを接戦の末27-24で破るとその後も勝利を重ね、第8週でピッツバーグ・スティーラーズに34-20で敗れるまで開幕6連勝を果たした。チームは前年度から続くレギュラーシーズンの連勝記録を18に、ポストシーズンを含む連勝記録を21にまで伸ばしNFL記録を樹立した（レギュラーシーズンの連勝記録は2006年から2008年にかけてペイトリオッツが21に塗り替え、さらにその後コルツが23に塗り替えている）。しかし敗れたスティーラーズ戦でチームのエースCBで4度のプロボウル選出を誇るタイ・ローが負傷しシーズンエンドとなった。2週間前にはもう一人のスターターCBタイロン・プールが足の怪我でシーズン絶望となっており、チームは2年目のアサンテ・サミュエル、ドラフト外ルーキーでシーズン最初の3試合は出番がなかったランドール・ゲイ、本来はセーフティーでキャリア5年間で3試合しかプレーしたことのないアースウィンド・モアランドなどに頼らざるを得なかった。第9週のセントルイス・ラムズ戦ではアサンテ・サミュエルが怪我で一時試合から離れ、代わりにベテランWRのトロイ・ブラウンがCBとしてプレーした。サミュエルはこの試合中に復帰したが、ブラウンはその後も3番手CBとしてプレーを続けた。試合はLBマイク・ブレイベルがTDパスキャッチを、Kアダム・ビナティエリがFG隊形からTDパスを決めるなどして40-22で完勝をおさめた。その後もチームは順調に勝利を重ね、14勝2敗でシーズンを終えた。
オフェンスではRBコーリー・ディロンがチームのフランチャイズ記録となるラン1,635ヤードを獲得、12TDをあげ4度目のプロボウルに選出された。 QBブレイディはパス3,692ヤード28TD(14INT)QBレイティング92.6という活躍で2001年シーズン以来となる自身2度目のプロボウルに選出された。ディロンとブレイディの活躍もありオフェンスは得点でリーグ4位、獲得ヤードでは7位とリーグトップクラスの成績をおさめた。一方ディフェンスではスターターCBの離脱もあってパスディフェンスはリーグ17位と苦戦した。しかしベテランSロドニー・ハリソンがチームトップの96タックルを記録しディフェンスを引っ張ると、もう一人のSユージン・ウィルソンがチームトップの4INTを記録するなど二人のセーフティが経験不足のCB陣を補った。また本来WRであるトロイ・ブラウンがチーム2位タイの3INTを記録するなどペイトリオッツはリーグ7位タイの20INTを奪った。またLBウィリー・マクギネストがチームトップの9.5サックを記録するなど合わせて4人の選手が5サック以上を記録し、チームでリーグ3位タイの45個のサックを記録した。さらに失点の少なさではリーグ2位、ヤードではリーグ9位と前シーズンに引き続いてディフェンスがトップクラスの成績をおさめ、ハリソンがオールプロに、LBテディ・ブルスキがプロボウルとオールプロに、DEリチャード・シーモアがプロボウルに選出された。
| 年   | 成績               | AFC  | 地区 | 勝 | 敗 | 分 | 率   | Div | Con  | 平均得点 | 平均失点 |
| ---- | ------------------ | ---- | ---- | -- | -- | -- | ---- | --- | ---- | -------- | -------- |
| 2004 | スーパーボウル制覇 | 2位  | 優勝 | 14 | 2  | 0  | .875 | 5-1 | 10-2 | 27.3     | 16.3     |
|      |                    |      |      |    |    |    |      |     |      |          |          |
| 2003 | スーパーボウル制覇 | 1位  | 優勝 | 14 | 2  | 0  | .875 | 5-1 | 11-1 | 21.8     | 14.9     |
| 2002 | レギュラー敗退     | 8位  | 2位  | 9  | 7  | 0  | .563 | 4-2 | 6-6  | 23.8     | 21.6     |
| 2001 | スーパーボウル制覇 | 2位  | 優勝 | 11 | 5  | 0  | .688 | 6-2 | 8-4  | 23.2     | 17.0     |
| 2000 | レギュラー敗退     | 13位 | 5位  | 5  | 11 | 0  | .313 | 2-6 | 5-7  | 17.3     | 21.1     |
| 1999 | レギュラー敗退     | 12位 | 5位  | 8  | 8  | 0  | .500 | 2-6 | 5-7  | 18.7     | 17.8     |
| 1998 | ワイルドカード敗退 | 6位  | 4位  | 9  | 7  | 0  | .563 | 4-4 | 7-5  | 21.1     | 20.6     |
| 1997 | ディビジョナル敗退 | 3位  | 優勝 | 10 | 6  | 0  | .625 | 7-1 | 9-3  | 23.1     | 18.1     |
| 1996 | AFC優勝/SB敗戦     | 2位  | 優勝 | 11 | 5  | 0  | .688 | 6-2 | 9-3  | 26.1     | 19.6     |
| 1995 | レギュラー敗退     | 12位 | 4位  | 6  | 10 | 0  | .375 | 5-3 | 6-6  | 18.4     | 23.6     |
| 1994 | ワイルドカード敗退 | 5位  | 2位  | 10 | 6  | 0  | .625 | 4-4 | 6-6  | 21.9     | 19.5     |

フィラデルフィア・イーグルス (2004 Philadelphia Eagles season)
NFC東地区に所属するフィラデルフィア・イーグルスは1999年シーズンから指揮をとるHCアンディ・リードと2000年シーズンからスターターとして定着したQBドノバン・マクナブのもとで前年シーズンまで4年連続でプレーオフに進出、さらに3年連続でNFCチャンピオンシップゲームに進出していたがいずれもスーパーボウル進出には届かなかった。オフにチームはサンフランシスコ・49ersで3度のプロボウルに選出されたWRテレル・オーウェンス、テネシー・タイタンズで3シーズン連続で10サック以上を記録するなど3度のプロボウル選出経験を持つジェボン・カースを獲得、2度のプロボウル選手と経験を持つLBジェレミア・トロッターがワシントンへの移籍を経てチームに再加入した。
開幕戦のニューヨーク・ジャイアンツでは新加入のWRオーウェンスがいきなり3TDをあげる活躍を見せるなど31-17で勝利し、その後第9週でピッツバーグ・スティーラーズに27-3で敗れるまで開幕7連勝を果たした。その後も順調に勝利を重ねたが、第15週のダラス・カウボーイズ戦でオーウェンスがSロイ・ウィリアムスのフォース・カラー・タックルを受け足首を負傷した。試合には勝利したがオーウェンスは残り試合を欠場した。チームは13勝3敗でレギュラーシーズンを終え、第1シードでプレーオフに進出した。
QBマクナブはパス3,875ヤード31TD(8INT)QBレイティング104.7、ランでは220ヤード3TDという素晴らしい成績をおさめNFC最優秀攻撃選手に選出され、5シーズン連続となるプロボウルにも選出された。マクナブは10INT未満で30TDパス以上を決めたNFL史上初のQBとなった。WRオーウェンスは77キャッチ1,200ヤード14TDでプロボウルとオールプロに選出され、RBブライアン・ウエストブルックがランでは812ヤード3TD、パスでは73キャッチ703ヤード6TDという活躍をみせ自身初のプロボウルに選出された。イーグルスはランをリーグ31位の376回しかプレーせずその為ランオフェンスはリーグ24位だったが、パスオフェンスはリーグ7位、オフェンス全体では得点がリーグ8位、獲得ヤードではリーグ10位と上々の成績をおさめた。ディフェンスでは4人の先発セカンダリー陣のうちチームトップの5INTを記録したCBリト・シェパード、チームトップのタックル数を記録したSマイケル・ルイス、4INT3サックを決めたSブライアン・ドーキンスの3人がプロボウルとオールプロ双方に選出された。ディフェンスではLBジェレミア・トロッターがプロボウルに選出され、DEジェボン・カースがチームトップの7.5サックを決めるなど計4人が5サック以上を記録しチーム全体でリーグ2位の47サックを記録した。イーグルスはランディフェンスこそリーグ16位であったが、失点の少なさはリーグ2位、喪失ヤードではリーグ10位とリーグトップクラスのディフェンスを誇った。
| 年   | 成績               | NFC  | 地区 | 勝 | 敗 | 分 | 率   | Div | Con  | 平均得点 | 平均失点 |
| ---- | ------------------ | ---- | ---- | -- | -- | -- | ---- | --- | ---- | -------- | -------- |
| 2004 | NFC優勝/SB敗戦     | 1位  | 優勝 | 13 | 3  | 0  | .813 | 6-0 | 11-1 | 24.1     | 16.3     |
|      |                    |      |      |    |    |    |      |     |      |          |          |
| 2003 | NFC決勝敗退        | 1位  | 優勝 | 12 | 4  | 0  | .750 | 5-1 | 9-3  | 23.4     | 17.9     |
| 2002 | NFC決勝敗退        | 1位  | 優勝 | 12 | 4  | 0  | .750 | 5-1 | 11-1 | 25.9     | 15.1     |
| 2001 | NFC決勝敗退        | 3位  | 優勝 | 11 | 5  | 0  | .688 | 6-2 | 8-4  | 21.4     | 13.0     |
| 2000 | ディビジョナル敗退 | 4位  | 2位  | 11 | 5  | 0  | .688 | 5-3 | 8-4  | 21.9     | 15.3     |
| 1999 | レギュラー敗退     | 13位 | 5位  | 5  | 11 | 0  | .313 | 2-6 | 4-8  | 17.0     | 22.3     |
| 1998 | レギュラー敗退     | 15位 | 5位  | 3  | 13 | 0  | .188 | 1-7 | 3-9  | 10.1     | 21.5     |
| 1997 | レギュラー敗退     | 10位 | 3位  | 6  | 9  | 1  | .406 | 3-5 | 4-8  | 19.8     | 23.3     |
| 1996 | ワイルドカード敗退 | 5位  | 2位  | 10 | 6  | 0  | .625 | 5-3 | 8-4  | 22.7     | 21.3     |
| 1995 | ディビジョナル敗退 | 4位  | 2位  | 10 | 6  | 0  | .625 | 7-1 | 9-3  | 19.9     | 21.1     |
| 1994 | レギュラー敗退     | 9位  | 4位  | 7  | 9  | 0  | .438 | 3-5 | 6-6  | 19.3     | 19.3     |

プレーオフ (NFL playoffs, 2004-05)
AFC第2シードのペイトリオッツはディビジョナル・プレーオフでインディアナポリス・コルツと対戦した。このシーズン、コルツのQBペイトン・マニングは当時のNFL記録である49TDパス（2007年シーズンにブレイディが50TDパスの新記録を樹立）と歴代最高のQBレイティング121.1を記録し、さらにマービン・ハリソン、レジー・ウェイン、ブランドン・ストークリーの3人のWRが1,000ヤード10TD以上を達成した。またRBエジャーリン・ジョームスがランでは1,548ヤード9TD、パスでは51キャッチ483ヤードを記録するなど、コルツはマニングと多彩なタレント陣を中心にレギュラーシーズンでリーグトップの522得点を奪っていた。しかしペイトリオッツは2人のスターターCBに加えプロボウルに選出されたDEリチャード・シーモアを怪我で欠いたにも関わらず攻守にコルツを圧倒し、20-3で完勝をおさめた。RBディロンがラン23回144ヤードを獲得するなどチーム全体でラン210ヤードを獲得すると、コルツのランをわずか46ヤードにおさえ試合を支配した。ペイトリオッツは7分を超えるロングドライブを3回記録するなどタイム・オブ・ポゼッションで37分43秒とコルツを大きく上回った。特に後半は21分26秒と圧倒的に支配した。 さらに2ファンブルと1INTの計3つのターンオーバーを奪い、コルツをシーズン最少の3得点に封じ込めた。この試合はコルツがTDを奪えなかったシーズン唯一の試合となった。
続くAFCチャンピオンシップゲームでは敵地ハインツ・フィールドでレギュラーシーズンで敗れたピッツバーグ・スティーラーズと対戦した。スティーラーズはQBベン・ロスリスバーガーがルーキーQBとしてはNFL記録となる14連勝を果たすなど15勝1敗というNFL史上2位タイの好成績をおさめ、レギュラーシーズンでは第8週と第9週に当時無敗だったペイトリオッツとイーグルスに初黒星をつけていた。しかしペイトリオッツは第1Qから早々に主導権を握る。Sユージン・ウィルソンがロスリスバーガーのこの試合最初のパスでINTを奪うとKビナティエリが48ヤードのFGを決め先制点をあげ、続くスティラーズのドライブではRBジェローム・ベティスがファンブルしペイトリオッツがリカバー、すぐ後のプレーでブレイディがブランチに60ヤードのTDパスを通しリードを10点に広げた。その後もブレイディが安定したプレーでオフェンスを展開すると、レギュラーシーズンは怪我に悩まされたWRディオン・ブランチがランとパスの双方でビッグプレーを、Sロドニー・ハリソンがインターセプト・リターンTDを決めるなどしてリーグ最少失点のディフェンスを誇るスティーラーズから41点を奪い41-27で勝利した。41失点はスティーラーズのシーズン最多失点となった。ペイトリオッツが2年連続5度目のスーパーボウル進出を決めた。
NFC第1シードのイーグルスはディビジョナル・プレーオフでミネソタ・バイキングスと対戦した。バイキングスはQBダンテ・カルペッパーが39TDパスを決めるなどリーグトップクラスのオフェンスを誇っていたが、イーグルスは序盤にマクナブが2本のTDパスを決め主導権を握るとその後はカルペッパーから2つのINTを奪うなどして試合を支配し27－14で勝利した。イーグルスはバイキングスのWRランディ・モスを3キャッチ51ヤードに抑え、バイキングスは7度のペナルティで計108ヤードの罰退を受けるなど試合をコントロールできなかった。4年連続の出場となったNFCチャンピオンシップゲームではQBマイケル・ビック擁するアトランタ・ファルコンズと対戦した。このシーズン、QBビックはパスで2,313ヤード14TD、ランで902ヤード3TDをあげる活躍を見せプロボウルに選出されていた。またRBワーリック・ダンが1,106ヤード9TD、T・J・ダケットが509ヤード8TDを記録するなどファルコンズはリーグトップのランオフェンスを誇っていた。イーグルスは最初のドライブで敵陣まで攻め込むが4thダウンでFG隊形からパスを狙うも失敗し無得点に終わった。しかしその後は安定してリードを奪い、一時は4点差に詰め寄られるが第4Qに突き放し27-10で勝利した。イーグルスはQBビックをラン4回26ヤード、RBダンをラン15回59ヤードとファルコンズのランオフェンスを99ヤードに抑えた。マクナブはプレーオフ2試合をINTなしの安定したプレーでチームの勝利に貢献した。オーウェンスは2試合とも欠場したが、チームのスーパーボウル出場を信じリハビリを続けた。イーグルスが24年ぶり2度目のスーパーボウル進出を決めた。

### 試合前
イーグルスのWRオーウェンスは怪我は完治していないもののスーパーボウルでプレーすることを明言した。ペイトリオッツはOCチャーリー・ワイスが2005年シーズンからノートルダム大学でHCに就任することが決定しており、またDCロメオ・クレネルもクリーブランド・ブラウンズへのHC就任が噂されていた（スーパーボウル後にブラウンズと正式に契約した）。
ペイトリオッツはスーパーボウルに通算5回出場した8番目のチームとなった。それまでに達成していたのはダラス・カウボーイズ、デンバー・ブロンコス、ピッツバーグ・スティーラーズ、サンフランシスコ・49ers、マイアミ・ドルフィンズ、ワシントン・レッドスキンズ、オークランド・レイダースである。
イーグルスのWRフレディー・ミッチェルはESPNのインタビューにおいて、主力を欠くペイトリオッツのCB陣を「番号は知っているが選手の名前は知らない」と挑発的な発言をした。これに対してハードヒッターとして知られるSロドニー・ハリソンなどペイトリオッツの多くのプレイヤーが反応しミッチェルに苦言を呈した。

## 試合
| \| 開始 \| 開始 \| 開始 \| ボール保持 \| ドライブ \| ドライブ \| TOP \| 結果 \| 得点内容 \| 得点内容 \| 得点内容 \| 得点 \| 得点 \| \| Q \| 時間 \| 地点 \| ボール保持 \| P \| yd \| TOP \| 結果 \| yd \| 得点者 \| PAT \| ペイトリオッツ \| イーグルス \| \| ------------------------------------------------------------------------------------------------------------------------------- \| ------------------------------------------------------------------------------------------------------------------------------- \| ------------------------------------------------------------------------------------------------------------------------------- \| ------------------------------------------------------------------------------------------------------------------------------- \| ------------------------------------------------------------------------------------------------------------------------------- \| ------------------------------------------------------------------------------------------------------------------------------- \| ------------------------------------------------------------------------------------------------------------------------------- \| ------------------------------------------------------------------------------------------------------------------------------- \| ------------------------------------------------------------------------------------------------------------------------------- \| ------------------------------------------------------------------------------------------------------------------------------- \| ------------------------------------------------------------------------------------------------------------------------------- \| -------------- \| ---------- \| \| 1 \| 15:00 \| 自陣39 \| イーグルス \| 3 \| 1:04 \| -3 \| パント \| — \| — \| — \| — \| — \| \| 1 \| 13:56 \| 自陣28 \| ペイトリオッツ \| 4 \| 2:25 \| 17 \| パント \| — \| — \| — \| — \| — \| \| 1 \| 11:31 \| 自陣7 \| イーグルス \| 3 \| 1:36 \| 9 \| パント \| — \| — \| — \| — \| — \| \| 1 \| 9:55 \| 自陣32 \| ペイトリオッツ \| 3 \| 2:24 \| 8 \| パント \| — \| — \| — \| — \| — \| \| 1 \| 7:31 \| 自陣26 \| イーグルス \| 10 \| 4:25 \| 55 \| インターセプト \| — \| — \| — \| — \| — \| \| 1 \| 3:06 \| 自陣3 \| ペイトリオッツ \| 3 \| 1:31 \| 7 \| パント \| — \| — \| — \| — \| — \| \| 1 \| 1:35 \| 敵陣45 \| イーグルス \| 3 \| 0:53 \| 7 \| ファンブルロスト \| — \| — \| — \| — \| — \| \| 1-2 \| 0:42 \| 自陣38 \| ペイトリオッツ \| 3 \| 1:11 \| -5 \| パント \| — \| — \| — \| — \| — \| \| 2 \| 14:31 \| 自陣19 \| イーグルス \| 9 \| 4:36 \| 81 \| タッチダウン（パス） \| 6 \| — \| キック成功 \| 7 \| 0 \| \| 2 \| 9:55 \| 自陣13 \| ペイトリオッツ \| 8 \| 4:27 \| 74 \| ファンブルロスト \| — \| — \| — \| — \| — \| \| 2 \| 5:28 \| 自陣13 \| イーグルス \| 3 \| 1:03 \| -1 \| パント \| — \| — \| — \| — \| — \| \| 2 \| 4:25 \| 敵陣37 \| ペイトリオッツ \| 7 \| 3:15 \| 37 \| タッチダウン（パス） \| 4 \| — \| キック成功 \| 7 \| 7 \| \| 2 \| 1:10 \| 自陣19 \| イーグルス \| 5 \| 1:10 \| 44 \| 前半終了 \| — \| — \| — \| — \| — \| \| 前半終了 \| \| \| \| \| \| \| \| \| \| \| \| \| \| 3 \| 15:00 \| 自陣31 \| ペイトリオッツ \| 9 \| 3:56 \| 69 \| タッチダウン（パス） \| 2 \| — \| キック成功 \| 14 \| 7 \| \| 3 \| 11:04 \| 自陣35 \| イーグルス \| 4 \| 2:15 \| 5 \| パント \| — \| — \| — \| — \| — \| \| 3 \| 8:49 \| 自陣8 \| ペイトリオッツ \| 3 \| 0:57 \| 6 \| パント \| — \| — \| — \| — \| — \| \| 3 \| 7:52 \| 自陣26 \| イーグルス \| 10 \| 4:17 \| 74 \| タッチダウン（パス） \| 10 \| — \| キック成功 \| 14 \| 14 \| \| 3-4 \| 3:35 \| 自陣34 \| ペイトリオッツ \| 9 \| 4:51 \| 66 \| タッチダウン（ラン） \| 2 \| — \| キック成功 \| 21 \| 14 \| \| 4 \| 13:44 \| 自陣22 \| イーグルス \| 3 \| 1:15 \| -6 \| パント \| — \| — \| — \| — \| — \| \| 4 \| 12:29 \| 敵陣47 \| ペイトリオッツ \| 8 \| 3:49 \| 43 \| フィールドゴール成功 \| 22 \| — \| — \| 24 \| 14 \| \| 4 \| 8:40 \| 自陣26 \| イーグルス \| 3 \| 1:20 \| 38 \| インターセプト \| — \| — \| — \| — \| — \| \| 4 \| 7:20 \| 自陣24 \| ペイトリオッツ \| 3 \| 1:40 \| 5 \| パント \| — \| — \| — \| — \| — \| \| 4 \| 5:40 \| 自陣21 \| イーグルス \| 13 \| 3:52 \| 79 \| タッチダウン（パス） \| 30 \| — \| キック成功 \| 24 \| 21 \| \| 4 \| 1:48 \| 敵陣41 \| ペイトリオッツ \| 3 \| 1:02 \| 5 \| パント \| — \| — \| — \| — \| — \| \| 4 \| 0:46 \| 自陣4 \| イーグルス \| 3 \| 0:37 \| 1 \| インターセプト \| — \| — \| — \| — \| — \| \| 4 \| 0:09 \| 敵陣22 \| ペイトリオッツ \| 1 \| 0:09 \| -1 \| 試合終了 \| — \| — \| — \| — \| — \| \| P=プレー数、TOP=タイム・オブ・ポゼッション、PAT=ポイント・アフター・タッチダウン。 アメリカンフットボールの用語集 (en) も参照。 \| P=プレー数、TOP=タイム・オブ・ポゼッション、PAT=ポイント・アフター・タッチダウン。 アメリカンフットボールの用語集 (en) も参照。 \| P=プレー数、TOP=タイム・オブ・ポゼッション、PAT=ポイント・アフター・タッチダウン。 アメリカンフットボールの用語集 (en) も参照。 \| P=プレー数、TOP=タイム・オブ・ポゼッション、PAT=ポイント・アフター・タッチダウン。 アメリカンフットボールの用語集 (en) も参照。 \| P=プレー数、TOP=タイム・オブ・ポゼッション、PAT=ポイント・アフター・タッチダウン。 アメリカンフットボールの用語集 (en) も参照。 \| P=プレー数、TOP=タイム・オブ・ポゼッション、PAT=ポイント・アフター・タッチダウン。 アメリカンフットボールの用語集 (en) も参照。 \| P=プレー数、TOP=タイム・オブ・ポゼッション、PAT=ポイント・アフター・タッチダウン。 アメリカンフットボールの用語集 (en) も参照。 \| P=プレー数、TOP=タイム・オブ・ポゼッション、PAT=ポイント・アフター・タッチダウン。 アメリカンフットボールの用語集 (en) も参照。 \| P=プレー数、TOP=タイム・オブ・ポゼッション、PAT=ポイント・アフター・タッチダウン。 アメリカンフットボールの用語集 (en) も参照。 \| P=プレー数、TOP=タイム・オブ・ポゼッション、PAT=ポイント・アフター・タッチダウン。 アメリカンフットボールの用語集 (en) も参照。 \| P=プレー数、TOP=タイム・オブ・ポゼッション、PAT=ポイント・アフター・タッチダウン。 アメリカンフットボールの用語集 (en) も参照。 \| 24 \| 21 \| | | | | | | | | | | |                |            |
| 開始 | 開始 | 開始 | ボール保持 | ドライブ | ドライブ | TOP | 結果 | 得点内容 | 得点内容 | 得点内容 | 得点           | 得点       |
| Q | 時間 | 地点 | ボール保持 | P | yd | TOP | 結果 | yd | 得点者 | PAT | ペイトリオッツ | イーグルス |
| 1 | 15:00 | 自陣39 | イーグルス | 3 | 1:04 | -3 | パント | — | — | — | —              | —          |
| 1 | 13:56 | 自陣28 | ペイトリオッツ | 4 | 2:25 | 17 | パント | — | — | — | —              | —          |
| 1 | 11:31 | 自陣7 | イーグルス | 3 | 1:36 | 9 | パント | — | — | — | —              | —          |
| 1 | 9:55 | 自陣32 | ペイトリオッツ | 3 | 2:24 | 8 | パント | — | — | — | —              | —          |
| 1 | 7:31 | 自陣26 | イーグルス | 10 | 4:25 | 55 | インターセプト | — | — | — | —              | —          |
| 1 | 3:06 | 自陣3 | ペイトリオッツ | 3 | 1:31 | 7 | パント | — | — | — | —              | —          |
| 1 | 1:35 | 敵陣45 | イーグルス | 3 | 0:53 | 7 | ファンブルロスト | — | — | — | —              | —          |
| 1-2 | 0:42 | 自陣38 | ペイトリオッツ | 3 | 1:11 | -5 | パント | — | — | — | —              | —          |
| 2 | 14:31 | 自陣19 | イーグルス | 9 | 4:36 | 81 | タッチダウン（パス） | 6 | — | キック成功 | 7              | 0          |
| 2 | 9:55 | 自陣13 | ペイトリオッツ | 8 | 4:27 | 74 | ファンブルロスト | — | — | — | —              | —          |
| 2 | 5:28 | 自陣13 | イーグルス | 3 | 1:03 | -1 | パント | — | — | — | —              | —          |
| 2 | 4:25 | 敵陣37 | ペイトリオッツ | 7 | 3:15 | 37 | タッチダウン（パス） | 4 | — | キック成功 | 7              | 7          |
| 2 | 1:10 | 自陣19 | イーグルス | 5 | 1:10 | 44 | 前半終了 | — | — | — | —              | —          |
| 前半終了 | | | | | | | | | | |                |            |
| 3 | 15:00 | 自陣31 | ペイトリオッツ | 9 | 3:56 | 69 | タッチダウン（パス） | 2 | — | キック成功 | 14             | 7          |
| 3 | 11:04 | 自陣35 | イーグルス | 4 | 2:15 | 5 | パント | — | — | — | —              | —          |
| 3 | 8:49 | 自陣8 | ペイトリオッツ | 3 | 0:57 | 6 | パント | — | — | — | —              | —          |
| 3 | 7:52 | 自陣26 | イーグルス | 10 | 4:17 | 74 | タッチダウン（パス） | 10 | — | キック成功 | 14             | 14         |
| 3-4 | 3:35 | 自陣34 | ペイトリオッツ | 9 | 4:51 | 66 | タッチダウン（ラン） | 2 | — | キック成功 | 21             | 14         |
| 4 | 13:44 | 自陣22 | イーグルス | 3 | 1:15 | -6 | パント | — | — | — | —              | —          |
| 4 | 12:29 | 敵陣47 | ペイトリオッツ | 8 | 3:49 | 43 | フィールドゴール成功 | 22 | — | — | 24             | 14         |
| 4 | 8:40 | 自陣26 | イーグルス | 3 | 1:20 | 38 | インターセプト | — | — | — | —              | —          |
| 4 | 7:20 | 自陣24 | ペイトリオッツ | 3 | 1:40 | 5 | パント | — | — | — | —              | —          |
| 4 | 5:40 | 自陣21 | イーグルス | 13 | 3:52 | 79 | タッチダウン（パス） | 30 | — | キック成功 | 24             | 21         |
| 4 | 1:48 | 敵陣41 | ペイトリオッツ | 3 | 1:02 | 5 | パント | — | — | — | —              | —          |
| 4 | 0:46 | 自陣4 | イーグルス | 3 | 0:37 | 1 | インターセプト | — | — | — | —              | —          |
| 4 | 0:09 | 敵陣22 | ペイトリオッツ | 1 | 0:09 | -1 | 試合終了 | — | — | — | —              | —          |
| P=プレー数、TOP=タイム・オブ・ポゼッション、PAT=ポイント・アフター・タッチダウン。 アメリカンフットボールの用語集 (en) も参照。 | P=プレー数、TOP=タイム・オブ・ポゼッション、PAT=ポイント・アフター・タッチダウン。 アメリカンフットボールの用語集 (en) も参照。 | P=プレー数、TOP=タイム・オブ・ポゼッション、PAT=ポイント・アフター・タッチダウン。 アメリカンフットボールの用語集 (en) も参照。 | P=プレー数、TOP=タイム・オブ・ポゼッション、PAT=ポイント・アフター・タッチダウン。 アメリカンフットボールの用語集 (en) も参照。 | P=プレー数、TOP=タイム・オブ・ポゼッション、PAT=ポイント・アフター・タッチダウン。 アメリカンフットボールの用語集 (en) も参照。 | P=プレー数、TOP=タイム・オブ・ポゼッション、PAT=ポイント・アフター・タッチダウン。 アメリカンフットボールの用語集 (en) も参照。 | P=プレー数、TOP=タイム・オブ・ポゼッション、PAT=ポイント・アフター・タッチダウン。 アメリカンフットボールの用語集 (en) も参照。 | P=プレー数、TOP=タイム・オブ・ポゼッション、PAT=ポイント・アフター・タッチダウン。 アメリカンフットボールの用語集 (en) も参照。 | P=プレー数、TOP=タイム・オブ・ポゼッション、PAT=ポイント・アフター・タッチダウン。 アメリカンフットボールの用語集 (en) も参照。 | P=プレー数、TOP=タイム・オブ・ポゼッション、PAT=ポイント・アフター・タッチダウン。 アメリカンフットボールの用語集 (en) も参照。 | P=プレー数、TOP=タイム・オブ・ポゼッション、PAT=ポイント・アフター・タッチダウン。 アメリカンフットボールの用語集 (en) も参照。 | 24             | 21         |

### 展開

#### 第1Q
試合はペイトリオッツのキックオフからはじまった。イーグルスは自陣39ヤードからファーストドライブを開始し、2ndダウンでQBマクナブが怪我からの復帰となったオーウェンスにパスを通すが3rdダウンでサックを受けるとマクナブがファンブルを犯し、これをペイトリオッツがリカバーした為ターンオーバーとなった。しかしファンブルを犯す前にマクナブの膝が完全に地面に着いており、チャレンジによって判定は覆った。しかしながらサックは成立しているためイーグルスの最初の攻撃はパントに終わった。続くペイトリオッツの攻撃は最初のプレーでQBブレイディがWRトロイ・ブラウンに16ヤードのパスを通したが、その後は攻撃を進めることができずパントに終わった。その後も両チームはパントを蹴り合う。
イーグルスは残り7分31秒、自陣26ヤードから攻撃を開始するとウエストブルックへの2度のパスなどで敵陣まで進入し、3rdダウン7ヤードからマクナブがオーエンスに30ヤードのパスを通すとペイトリオッツの反則もあって敵陣8ヤードまで攻め込むことに成功した。しかし続く1stダウンでペイトリオッツのLBマイク・ブレイベルがマクナブをサックしイーグルスは16ヤードの後退となる。敵陣24ヤードからの2ndダウンでマクナブはエンドゾーン右側のオーエンスにロングパスを投げるが、これをアサンテ・サミュエルがINTした。ターンオーバーかと思われたが、このプレーの際にペイトリオッツのLBロマン・ファイファーがイリーガル・コンタクトの反則を犯していたためINTは無効となった。しかし続くプレーでロドニー・ハリソンが再びINTを奪い、今度は反則もなくターンオーバーとなった。ディフェンスのビッグプレーで攻撃権を得たペイトリオッツだったが、自陣3ヤードからのドライブは3ダウンアウトでパントに終わる。フィールドポジションで優位に立ち始めたイーグルスは敵陣45ヤード地点から攻撃を始めるが、ここでまたもターンオーバーを犯してしまう。3rdダウン11ヤードでL・J・スミスがパスをキャッチするもロドニー・ハリソンがすぐに捕まえ、なかなかダウンしないスミスに今度はCBランドール・ゲイがボールを突くようにしてファンブルを誘うとSユージン・ウィルソンがリカバーし、ペイトリオッツが2シリーズ連続となるターンオーバーを決めた。続くペイトリオッツの自陣38ヤード、2ndダウン10からの攻撃で第1Qが終了した。

#### 第2Q
第2Qはペイトリオッツの自陣41ヤード3rdダウン7からはじまるが、イーグルスのデリック・バージェスがサックを決めペイトリオッツは4シリーズ連続のパントに終わった。イーグルスは自陣19ヤードからのドライブをWRトッド・ピンクストンへの2度のパスなどで敵陣深くまで進入し、3rdダウン6ヤードからマクナブがL・J・スミスに6ヤードのTDパスを決め7-0とイーグルスが先制点を奪うことに成功した。2度のターンオーバーを奪いながら先制点を許したペイトリオッツはここまでイーグルスの激しいパスラッシュに苦しめられていた。しかしこのドライブではファーストプレーからRBコーリー・ディロンに2回続けてスクリーン・パスを決め自陣42ヤードまで前進する。さらにディロンの25ヤードのランなどで敵陣4ヤードまで攻め込むが、2ndダウン4ヤードからブレイディがプレー・アクションの際にファンブルを犯してしまいこれをイーグルスがリカバー。ペトリオッツがミスからのターンオーバーで得点チャンスをつぶしてしまった。
しかし続く攻撃をイーグルスは3ダウンアウトで終えると4thダウンでのパントがわずか29ヤードのミスキックとなってしまい、ペイトリオッツは敵陣37ヤードからオフェンスを開始した。このチャンスでブレイディがCBとしてもプレーしているトロイ・ブラウンに12ヤードのパスを通すなどしてエンドゾーン前4ヤードまで攻め込むと、最後はデイビッド・ギブンズへの4ヤードのTDパスが決まり7-7とペイトリオッツが同点に追いつくことに成功した。このプレーは本来はTEのクリスチャン・フォーリエへパスを通すデザインとなっていたが、フォーリエはプレー開始後すぐに足を滑らせておりパスルートに出ることができていなかった。左サイドのディオン・ブランチもマークされていたが、ブレイディは右サイドでマークがルーズになっていたギブンズにパスを通した。試合後にHCベリチックはこのプレーを称賛した。
試合時間は残り1分10秒となったが、続くキックオフでペイトリオッツはSユージン・ウィルソンが負傷してしまう。（結局ウィルソンは試合中に復帰することはできなかった）代わりにはルーキーのSデクスター・リードが入ったが、これでペイトリオッツはロドニー・ハリソンを除いてセカンダリー陣が全員が控え選手という事態に陥った。残り1分3秒からのイーグルスの攻撃は得点には至らず第2Qが終了した。
前半はトータルヤードなどのスタッツに大きな差はなかったが、ペイトリオッツはディフェンスにおいて普段ベーシックな隊形として使用している3-4ではなく、LBを減らしてDLを増やした4-3を採用していた。また普段はDEとして起用されるリチャード・シーモアとジャービス・グリーンをDTとして、普段はアウトサイドのLBとして起用されているウィリー・マクギネストとルーズベルト・コルビンをDEとして起用した。これはイーグルスのQBドノバン・マクナブの機動力を警戒してのもので、重量級のDTを外してスピードのある選手をDLに起用することでマクナブのQBスクランブルやランプレーを封じる狙いであった。これが功を奏したのかペイトリオッツは前半に3度のサックを浴びせ、QBスクランブルは一回ノーゲイン（サックとしても記録されている）に封じ込めた。

#### 第3Q
後半はイーグルスのキックオフからはじまった。ペイトリオッツは最初のプレーでディオン・ブランチに8ヤードのパスを通すと、その後もブランチに27ヤード、15ヤード、21ヤードのパスを通して敵陣深くまで進入していく。最後はプレー・アクションから本来はLBであるマイク・ブレイベルへの2ヤードのTDパスが決まり、ペイトリオッツが後半最初のドライブで14-7とこの試合初めてのリードを奪うことに成功した。その後は両チーム一回ずつパントを蹴り合い、イーグルスは後半2度目のドライブで得点チャンスを迎える。マクナブからオーエンスやグレッグ・ルイスへのパス、RBウエストブルックの活躍などで敵陣10ヤードまでテンポよく進んでいくと、残り3分39秒でマクナブからウエストブルックへの10ヤードのTDパスが通りイーグルスが14-14の同点に追いつくことに成功した。ペイトリオッツは続くドライブをWRへのパスやRBケビン・フォークへのスクリーン・パスなどで進めていき、敵陣36ヤードからランプレーを行ったところで第3Qが終了した。

#### 第4Q
第4Qはペイトリオッツの敵陣28ヤード2ndダウン2ヤードからはじまった。なおこの試合は両チームのスコアが同点で第4Qに突入したスーパーボウル史上初の試合なった。ペイトリオッツはケビン・フォークのランとスクリーン・パスからのゲインで敵陣2ヤードまで攻め込むと、最後はコーリー・ディロンの2ヤードのTDランが決まり21-14と再びリードを奪うことに成功した。イーグルスは続く攻撃を3ダウンアウトでのパントで終え、ペイトリオッツは敵陣からドライブを開始した。1stダウンでのランプレーは3ヤードのロスに終わるが、2ndダウンでブレイディからディオン・ブランチへの19ヤードのパスが通りFG圏内に進入するとラフティング・ザ・パサーの反則もあって一気に敵陣16ヤードまで進入した。このキャッチはブランチのこの日11回目のパスレシーブとなり、スーパーボウル史上最多パスレシーブ記録に並んだ。その後エンドゾーン前4ヤードまで攻め込むがTDは奪えずFGに終わった。しかしKアダム・ビナティエリが22ヤードのFGをしっかりと決め、24-14とペイトリオッツがリードをこの試合最大の10点に広げることに成功した。
これ以上離されたくないイーグルスは2ndダウンでオーエンスに36ヤードのパスが通り敵陣36ヤードまで前進する。オーエンスはパスキャッチ後の見事なスピンムーブでCBを振り切りビッグゲインを生んだ。しかし次のプレーでQBマクナブがこの日2つ目のINTをLBテディ・ブルースキに喫してしまい、痛恨のターンオーバーで得点チャンスをつぶしてしまった。攻撃権を得たペイトリオッツだったがこのドライブは3ダウンアウトに終わり、3シリーズぶりのパントとなった。試合時間残り5分40秒、自陣26ヤードからのイーグルスのドライブは3度3rdダウンに追い込まれるがオーエンスのスーパーキャッチなどで乗り切り敵陣30ヤードまで前進していく。そして2ndダウン10ヤードからマクナブがグレッグ・ルイスに30ヤードのTDパスを決めイーグルスが24-21とその差を3点にまで縮めた。ルイスについていたのはユージン・ウィルソンの負傷で代わりに入ったデクスター・リードであったが、ルイスのスピードについていけずTDを許してしまった。
試合時間は残り1分48秒となり、イーグルスは再び攻撃権を得るためキックオフでのオンサイドキックを狙った。しかしボールはペイトリオッツのTEクリスチャン・フォーリエがキャッチしオンサイドキックは失敗に終わった。ペイトリオッツはフォーリエを除いてほぼ全員がイーグルスのカバーチームをしっかりとブロックし、キックもほぼ正面に来たためフォーリエが危なげなくキャッチした。リードしているペイトリオッツはランプレーを2回続け、イーグルスは2度タイムアウトをコールし3つのタイムアウトを全て使い切った。3rdダウン5ヤードからのランはノーゲインに終わったが、ペイトリオッツは時間を十分に使ってからタイムアウトをコールしパントを蹴った。Pジョシュ・ミラーのパントは素晴らしいキックとなり、イーグルスは自陣4ヤードからの攻撃となった。
試合時間残り46秒、タイムアウトなしという追い込まれた状況でのイーグルスのドライブは3rdダウン9ヤード、ペイトリオッツのSロドニー・ハリソンのこの日2つ目のインターセプトで幕を閉じた。最後はペイトリオッツのQBトム・ブレイディのニーダウンで試合が終了した。
ペイトリオッツが2年連続、チーム史上3度目のスーパーボウル制覇を成し遂げた。
| \| 1 \| 4 \| 17 \| 2:25 \| パント \| \| 2 \| 3 \| 8 \| 2:24 \| パント \| \| 3 \| 3 \| 7 \| 1:31 \| パント \| \| 4 \| 3 \| -5 \| 1:11 \| パント \| \| 5 \| 8 \| 74 \| 4:27 \| ファンブルロスト \| \| 6 \| 7 \| 37 \| 3:15 \| タッチダウン（パス） \| \| 前半終了 \| \| \| \| \| \| 7 \| 9 \| 69 \| 3:56 \| タッチダウン（パス） \| \| 8 \| 3 \| 6 \| 0:57 \| パント \| \| 9 \| 9 \| 66 \| 4:51 \| タッチダウン（ラン） \| \| 10 \| 8 \| 43 \| 3:49 \| フィールドゴール成功 \| \| 11 \| 3 \| 5 \| 1:40 \| パント \| \| 12 \| 3 \| 5 \| 1:02 \| パント \| \| 13 \| 1 \| -1 \| 0:09 \| 試合終了 \| |          |          |      |                      |
| # | ドライブ | ドライブ | TOP  | 結果                 |
| # | プレー   | ヤード   | TOP  | 結果                 |
| 1 | 4        | 17       | 2:25 | パント               |
| 2 | 3        | 8        | 2:24 | パント               |
| 3 | 3        | 7        | 1:31 | パント               |
| 4 | 3        | -5       | 1:11 | パント               |
| 5 | 8        | 74       | 4:27 | ファンブルロスト     |
| 6 | 7        | 37       | 3:15 | タッチダウン（パス） |
| 前半終了 |          |          |      |                      |
| 7 | 9        | 69       | 3:56 | タッチダウン（パス） |
| 8 | 3        | 6        | 0:57 | パント               |
| 9 | 9        | 66       | 4:51 | タッチダウン（ラン） |
| 10 | 8        | 43       | 3:49 | フィールドゴール成功 |
| 11 | 3        | 5        | 1:40 | パント               |
| 12 | 3        | 5        | 1:02 | パント               |
| 13 | 1        | -1       | 0:09 | 試合終了             |

| \| 1 \| 3 \| -3 \| 1:04 \| パント \| \| 2 \| 3 \| 9 \| 1:36 \| パント \| \| 3 \| 10 \| 55 \| 4:25 \| インターセプト \| \| 4 \| 3 \| 7 \| 0:53 \| ファンブルロスト \| \| 5 \| 9 \| 81 \| 4:36 \| タッチダウン（パス） \| \| 6 \| 3 \| -1 \| 1:03 \| パント \| \| 7 \| 5 \| 44 \| 1:10 \| 前半終了 \| \| 前半終了 \| \| \| \| \| \| 8 \| 4 \| 5 \| 2:15 \| パント \| \| 9 \| 10 \| 74 \| 4:17 \| タッチダウン（パス） \| \| 10 \| 3 \| -6 \| 1:15 \| パント \| \| 11 \| 3 \| 38 \| 1:20 \| インターセプト \| \| 12 \| 13 \| 79 \| 3:52 \| タッチダウン（パス） \| \| 13 \| 3 \| 1 \| 0:37 \| インターセプト \| |          |          |      |                      |
| # | ドライブ | ドライブ | TOP  | 結果                 |
| # | プレー   | ヤード   | TOP  | 結果                 |
| 1 | 3        | -3       | 1:04 | パント               |
| 2 | 3        | 9        | 1:36 | パント               |
| 3 | 10       | 55       | 4:25 | インターセプト       |
| 4 | 3        | 7        | 0:53 | ファンブルロスト     |
| 5 | 9        | 81       | 4:36 | タッチダウン（パス） |
| 6 | 3        | -1       | 1:03 | パント               |
| 7 | 5        | 44       | 1:10 | 前半終了             |
| 前半終了 |          |          |      |                      |
| 8 | 4        | 5        | 2:15 | パント               |
| 9 | 10       | 74       | 4:17 | タッチダウン（パス） |
| 10 | 3        | -6       | 1:15 | パント               |
| 11 | 3        | 38       | 1:20 | インターセプト       |
| 12 | 13       | 79       | 3:52 | タッチダウン（パス） |
| 13 | 3        | 1        | 0:37 | インターセプト       |

### 結果
ペイトリオッツはこの勝利で2001年シーズン、2003年シーズンに続き4年間で3度目のスーパーボウル制覇となった。これは1992年シーズン、1993年シーズン、1995年シーズンを制覇したダラス・カウボーイズに続いて史上2度目のことであった。また3試合全てが3点差での勝利であり、これはスーパーボウル史上初のことであった。この勝利でチームは「Patriots Dynasty」（ペイトリオッツ王朝）を築きあげたと言われた。
イーグルスのQBドノバン・マグナブはパス51回中30回成功357ヤード3TDを記録したが、3つのINTと4度のサックを喫した。警戒されたランでは1回ノーゲインにとどまった。ブレイディは一つのファンブルを犯したがパス33回中23回成功236ヤード2TDの成績をおさめ、MVPを獲得した過去2度のスーパーボウルよりも高いQBレイティングを記録した。この勝利でブレイディはテリー・ブラッドショー、ジョー・モンタナ、トロイ・エイクマンに次いでスーパーボウルを3度制覇した史上4人目のQBとなった。またブレイディはスーパーボウル3度制覇を成し遂げた史上最年少QBとなった。さらにブレイディはテリー・ブラッドショー、ジョー・モンタナ、ジョン・エルウェイに次いで、異なる3度のスーパーボウルでTDパスを決めた史上4人目のQBとなった。またキャリア最初の5年間で3度のスーパーボウル制覇を達成したQBはNFL史上ブレイディただ一人である。
ペイトリオッツのWRディオン・ブランチは11キャッチ（スーパーボウル史上最多タイ記録）133ヤードでこの試合のリーディング・レシーバーとなり、この活躍でスーパーボウルMVPに選ばれた。イーグルスのWRテレル・オーウェンスは9キャッチ122ヤードでチームのリーディング・レシーバーとなったが、両者ともTDはなかった。なおオフェンスの選手でTD（パス、ラン、レシーブいずれも）を記録せずにスーパーボウルMVPを受賞したのはブランチを含め3人しかいない。第3回スーパーボウルのジョー・ネイマスと第11回スーパーボウルのフレッド・ビレトニコフである。この試合は100ヤード以上のレシーブを記録した選手が両チームから記録されたスーパーボウル史上3度目の試合となった。1度目の試合は第27回スーパーボウルでのアンドレ・リードとマイケル・アービン、2度目の試合は第38回スーパーボウルのディオン・ブランチとムーシン・ムハマドである。ブランチはジョン・ストールワース、ジェリー・ライス、アントニオ・フリーマンに次いで、連続する2回のスーパーボウルで2試合とも100ヤード以上のレシーブを記録した史上4人目の選手となった。またブランチは第38回スーパーボウルでも10回のパスキャッチを記録しており、連続する2回のスーパーボウルでの21キャッチは史上最多記録である。
ペイトリオッツのWRデイビッド・ギブンズとLBマイク・ブレイベルは連続する2回のスーパーボウルで2試合ともTDをあげた史上14人目と15人目の選手となった。またこの二人は連続する2回のスーパーボウルで2試合ともTDキャッチを記録した史上7人目と8人目の選手となった。ペイトリオッツのRBコーリー・ディロンはラン18回75ヤード1TDでこの試合のリーディング・ラッシャーとなった。イーグルスのRBブライアン・ウエストブルックはラン15回44ヤードでチームのリーディング・ラッシャーとなった。またパスではディロンが3キャッチ31ヤード、ウエストブルックが6キャッチ70ヤード1TDを記録した。ペイトリオッツのRBケビン・フォークはラン8回38ヤード、パスでは2キャッチ27ヤードを記録した。
試合前の言動で注目を集めたフレディー・ミッチェルは1キャッチ11ヤードに終わった。試合後ミッチェルとCハンク・フラリーがマクナブのプレーを批判した 。
このシーズンのペイトリオッツはスーパーボウルを含むポストシーズンでの一連のパフォーマンスなどが評価され、NFL.comから「00年代最高のチーム」に選出された。

## スタッツ

### 主なチームスタッツ
|                            | ニューイングランド・ペイトリオッツ | フィラデルフィア・イーグルス |
| -------------------------- | ---------------------------------- | ---------------------------- |
| ファーストダウン           | 24                                 | 21                           |
| 3rdダウン                  | 4-12                               | 9-16                         |
| 4thダウン                  | 0-0                                | 0-0                          |
| トータル・ヤード           | 331                                | 369                          |
| パス獲得ヤード             | 219                                | 324                          |
| パス                       | 33回中22回成功                     | 51回中30回成功               |
| ラン獲得ヤード             | 112                                | 45                           |
| ラン回数                   | 28                                 | 17                           |
| ラン平均獲得ヤード         | 4.1                                | 2.6                          |
| ペナルティ                 | 7回47ヤード                        | 3回35ヤード                  |
| 許したサック               | 2回17ヤード                        | 4回33ヤード                  |
| ターンオーバー             | 1                                  | 4                            |
| ファンブル                 | 1-1                                | 2-1                          |
| インターセプト             | 0                                  | 3                            |
| タイム・オブ・ポゼッション | 31:37                              | 28:23                        |

### 主な個人スタッツ
| Patriots Passing     | Patriots Passing | Patriots Passing | Patriots Passing | Patriots Passing |
|                      | C/ATT*           | Yds              | TD               | INT              |
| -------------------- | ---------------- | ---------------- | ---------------- | ---------------- |
| トム・ブレイディ     | 23/33            | 236              | 2                | 0                |
| Patriots Rushing     |                  |                  |                  |                  |
|                      | Cara             | Yds              | TD               | LGb              |
| コーリー・ディロン   | 18               | 75               | 1                | 25               |
| ケビン・フォーク     | 8                | 38               | 0                | 12               |
| Patriots Receiving   |                  |                  |                  |                  |
|                      | Recc             | Yds              | TD               | LGb              |
| ディオン・ブランチ   | 11               | 133              | 0                | 27               |
| コーリー・ディロン   | 3                | 31               | 0                | 16               |
| デイビッド・ギブンズ | 3                | 19               | 1                | 13               |

| Eagles Passing               | Eagles Passing | Eagles Passing | Eagles Passing | Eagles Passing |
|                              | C/ATT*         | Yds            | TD             | INT            |
| ---------------------------- | -------------- | -------------- | -------------- | -------------- |
| ドノバン・マクナブ           | 30/51          | 357            | 3              | 3              |
| Eagles Rushing               |                |                |                |                |
|                              | Cara           | Yds            | TD             | LGb            |
| ブライアン・ウエストブルック | 15             | 44             | 0              | 22             |
| Eagles Receiving             |                |                |                |                |
|                              | Recc           | Yds            | TD             | LGb            |
| テレル・オーウェンス         | 9              | 122            | 0              | 36             |
| ブライアン・ウエストブルック | 7              | 60             | 1              | 15             |
| トッド・ピンクストン         | 4              | 82             | 0              | 40             |
| グレッグ・ルイス             | 4              | 53             | 1              | 30t            |
| L・J・スミス                 | 4              | 27             | 1              | 9              |

*Completions/Attempts
aCarries
bLong play
cReceptions

## 先発メンバー
| ペイトリオッツ                         | ポジション | ポジション | イーグルス                                   |
| -------------------------------------- | ---------- | ---------- | -------------------------------------------- |
| オフェンス                             |            |            |                                              |
| デイビッド・ギブンズ David Givens      | WR         | WR         | トッド・ピンクストン Todd Pinkston           |
| マット・ライト Matt Light              | LT         | LT         | トラ・トーマス Tra Thomas                    |
| ジョー・アンドラジ Joe Andruzzi        | LG         | LG         | アーティス・ヒックス Artis Hicks             |
| ダン・コッペン Dan Koppen              | C          | C          | ハンク・フラリー Hank Fraley                 |
| スティーブン・ニール Stephen Neal      | RG         | RG         | ジャーメイン・メイベリー Jermane Mayberry    |
| ブランドン・ゴリン Brandon Gorin       | RT         | RT         | ジョン・ランヤン Jon Runyan                  |
| ダニエル・グレアム Daniel Graham       | TE         | TE         | L・J・スミス L. J. Smith                     |
| ディオン・ブランチ Deion Branch        | WR         | WR         | テレル・オーウェンス Terrell Owens           |
| トム・ブレイディ Tom Brady             | QB         | QB         | ドノバン・マクナブ Donovan McNabb            |
| コーリー・ディロン Corey Dillon        | RB         | RB         | ブライアン・ウェストブルック Brian Westbrook |
| パトリック・パス Patrick Pass          | FB         | FB         | ジョシュ・パリー Josh Parry                  |
| ディフェンス                           |            |            |                                              |
| ルーズベルト・コルビン Rosevelt Colvin | LE         | LE         | デリック・バージェス Derrick Burgess         |
| ビンス・ウィルフォーク Vince Wilfork   | NT         | LDT        | コーリー・サイモン Corey Simon               |
| ジャービス・グリーン Jarvis Green      | RE         | RDT        | ダーウィン・ウォーカー Darwin Walker         |
| ウィリー・マクギネスト Willie McGinest | LOLB       | RE         | ジェボン・カース Jevon Kearse                |
| テディ・ブルスキ Tedy Bruschi          | LILB       | LOLB       | キース・アダムス Keith Adams                 |
| ローマン・ファイファー Roman Phifer    | RILB       | MLB        | ジェレミー・トロッター Jeremiah Trotter      |
| マイク・ブレイベル Mike Vrabel         | ROLB       | ROLB       | ダーニ・ジョーンズ Dhani Jones               |
| ランドール・ゲイ Randall Gay           | LCB        | LCB        | リト・シェパード Lito Sheppard               |
| アサンテ・サミュエル Asante Samuel     | RCB        | RCB        | シェルドン・ブラウン Sheldon Brown           |
| ロドニー・ハリソン Rodney Harrison     | SS         | SS         | マイケル・ルイス Michael Lewis               |
| ユージン・ウィルソン Eugene Wilson     | FS         | FS         | ブライアン・ドーキンス Brian Dawkins         |
| スペシャルチーム                       |            |            |                                              |
| アダム・ビナティエリ Adam Vinatieri    | K          | K          | デビッド・エイカーズ David Akers             |
| ジョシュ・ミラー Josh Miller           | P          | P          | ダーク・ジョンソン Dirk Johnson              |
| ヘッドコーチ                           |            |            |                                              |
| ビル・ベリチック Bill Belichick        | HC         | HC         | アンディ・リード Andy Reid                   |

## トーナメント表
|  | |                                     |                                     |                        |                        |                              |                                                |                              |                              |                              |                              |                                                |                                                |                                                |  |  |  |  |
|  | 2005年1月9日 RCAドーム | 2005年1月9日 RCAドーム              | 2005年1月9日 RCAドーム              |                        |                        | 1月16日 ジレット・スタジアム | 1月16日 ジレット・スタジアム                   | 1月16日 ジレット・スタジアム |                              |                              |                              |                                                |                                                |                                                |  |  |  |  |
|  | 2005年1月9日 RCAドーム | 2005年1月9日 RCAドーム              | 2005年1月9日 RCAドーム              |                        |                        | 1月16日 ジレット・スタジアム | 1月16日 ジレット・スタジアム                   | 1月16日 ジレット・スタジアム |                              |                              |                              |                                                |                                                |                                                |  |  |  |  |
|  | 2005年1月9日 RCAドーム | 2005年1月9日 RCAドーム              | 2005年1月9日 RCAドーム              |                        |                        | 1月16日 ジレット・スタジアム | 1月16日 ジレット・スタジアム                   | 1月16日 ジレット・スタジアム |                              |                              |                              |                                                |                                                |                                                |  |  |  |  |
|  | 2005年1月9日 RCAドーム | 2005年1月9日 RCAドーム              | 2005年1月9日 RCAドーム              |                        |                        | 1月16日 ジレット・スタジアム | 1月16日 ジレット・スタジアム                   | 1月16日 ジレット・スタジアム |                              |                              |                              |                                                |                                                |                                                |  |  |  |  |
|  | 6 | ブロンコス                          | 24                                  |                        |                        | 1月16日 ジレット・スタジアム | 1月16日 ジレット・スタジアム                   | 1月16日 ジレット・スタジアム |                              |                              |                              |                                                |                                                |                                                |  |  |  |  |
|  | 6 | ブロンコス                          | 24                                  | 3                      | コルツ                 | 3                            |                                                |                              |                              |                              |                              |                                                |                                                |                                                |  |  |  |  |
|  | 3 | コルツ                              | 49                                  | 3                      | コルツ                 | 3                            |                                                |                              | 1月23日 ハインツ・フィールド | 1月23日 ハインツ・フィールド | 1月23日 ハインツ・フィールド |                                                |                                                |                                                |  |  |  |  |
|  | 3 | コルツ                              | 49                                  | 2                      | ペイトリオッツ         | 20                           |                                                |                              | 1月23日 ハインツ・フィールド | 1月23日 ハインツ・フィールド | 1月23日 ハインツ・フィールド |                                                |                                                |                                                |  |  |  |  |
|  | |                                     |                                     | 2                      | ペイトリオッツ         | 20                           |                                                |                              | 1月23日 ハインツ・フィールド | 1月23日 ハインツ・フィールド | 1月23日 ハインツ・フィールド |                                                |                                                |                                                |  |  |  |  |
|  | AFC |                                     |                                     |                        |                        |                              |                                                |                              | 1月23日 ハインツ・フィールド | 1月23日 ハインツ・フィールド | 1月23日 ハインツ・フィールド |                                                |                                                |                                                |  |  |  |  |
|  | 2005年1月8日 クアルコム・スタジアム | 2005年1月8日 クアルコム・スタジアム | 2005年1月8日 クアルコム・スタジアム | 2                      | ペイトリオッツ         | 41                           |                                                |                              |                              |                              |                              |                                                |                                                |                                                |  |  |  |  |
|  | 2005年1月8日 クアルコム・スタジアム | 2005年1月8日 クアルコム・スタジアム | 2005年1月8日 クアルコム・スタジアム | 2                      | ペイトリオッツ         | 41                           | 1月15日 ハインツ・フィールド                   |                              |                              |                              |                              |                                                |                                                |                                                |  |  |  |  |
|  | 2005年1月8日 クアルコム・スタジアム | 2005年1月8日 クアルコム・スタジアム | 2005年1月8日 クアルコム・スタジアム |                        | 1                      | スティーラーズ               | 27                                             |                              |                              |                              |                              |                                                |                                                |                                                |  |  |  |  |
|  | 2005年1月8日 クアルコム・スタジアム | 2005年1月8日 クアルコム・スタジアム | 2005年1月8日 クアルコム・スタジアム |                        | 1                      | スティーラーズ               | 27                                             |                              |                              |                              |                              |                                                |                                                |                                                |  |  |  |  |
|  | 5 | ジェッツ                            | 20*                                 | AFC チャンピオンシップ | AFC チャンピオンシップ | AFC チャンピオンシップ       |                                                |                              |                              |                              |                              |                                                |                                                |                                                |  |  |  |  |
|  | 5 | ジェッツ                            | 20*                                 | AFC チャンピオンシップ | AFC チャンピオンシップ | AFC チャンピオンシップ       | 5                                              | ジェッツ                     | 17                           |                              |                              |                                                |                                                |                                                |  |  |  |  |
|  | 4 | チャージャーズ                      | 17                                  | AFC チャンピオンシップ | AFC チャンピオンシップ | AFC チャンピオンシップ       | 5                                              | ジェッツ                     | 17                           |                              |                              | 2月6日 オールテル・スタジアム                  | 2月6日 オールテル・スタジアム                  | 2月6日 オールテル・スタジアム                  |  |  |  |  |
|  | 4 | チャージャーズ                      | 17                                  | AFC チャンピオンシップ | AFC チャンピオンシップ | AFC チャンピオンシップ       | 1                                              | スティーラーズ               | 20*                          |                              |                              | 2月6日 オールテル・スタジアム                  | 2月6日 オールテル・スタジアム                  | 2月6日 オールテル・スタジアム                  |  |  |  |  |
|  | ワイルドカード・プレーオフ |                                     |                                     |                        |                        |                              | 1                                              | スティーラーズ               | 20*                          |                              |                              | 2月6日 オールテル・スタジアム                  | 2月6日 オールテル・スタジアム                  | 2月6日 オールテル・スタジアム                  |  |  |  |  |
|  | ディビジョナル・プレーオフ |                                     |                                     |                        |                        |                              |                                                |                              |                              |                              |                              | 2月6日 オールテル・スタジアム                  | 2月6日 オールテル・スタジアム                  | 2月6日 オールテル・スタジアム                  |  |  |  |  |
|  | 2005年1月8日 クエスト・フィールド | 2005年1月8日 クエスト・フィールド   | 2005年1月8日 クエスト・フィールド   | A2                     | ペイトリオッツ         | 24                           |                                                |                              |                              |                              |                              |                                                |                                                |                                                |  |  |  |  |
|  | 2005年1月8日 クエスト・フィールド | 2005年1月8日 クエスト・フィールド   | 2005年1月8日 クエスト・フィールド   | A2                     | ペイトリオッツ         | 24                           | 1月15日 ジョージア・ドーム                     |                              |                              |                              |                              |                                                |                                                |                                                |  |  |  |  |
|  | 2005年1月8日 クエスト・フィールド | 2005年1月8日 クエスト・フィールド   | 2005年1月8日 クエスト・フィールド   |                        | N1                     | イーグルス                   | 21                                             |                              |                              |                              |                              |                                                |                                                |                                                |  |  |  |  |
|  | 2005年1月8日 クエスト・フィールド | 2005年1月8日 クエスト・フィールド   | 2005年1月8日 クエスト・フィールド   |                        | N1                     | イーグルス                   | 21                                             |                              |                              |                              |                              |                                                |                                                |                                                |  |  |  |  |
|  | 5 | ラムズ                              | 27                                  | 第39回スーパーボウル   | 第39回スーパーボウル   | 第39回スーパーボウル         |                                                |                              |                              |                              |                              |                                                |                                                |                                                |  |  |  |  |
|  | 5 | ラムズ                              | 27                                  | 第39回スーパーボウル   | 第39回スーパーボウル   | 第39回スーパーボウル         | 5                                              | ラムズ                       | 17                           |                              |                              |                                                |                                                |                                                |  |  |  |  |
|  | 4 | シーホークス                        | 20                                  | 第39回スーパーボウル   | 第39回スーパーボウル   | 第39回スーパーボウル         | 5                                              | ラムズ                       | 17                           |                              |                              | 1月23日 リンカーン・フィナンシャル・フィールド | 1月23日 リンカーン・フィナンシャル・フィールド | 1月23日 リンカーン・フィナンシャル・フィールド |  |  |  |  |
|  | 4 | シーホークス                        | 20                                  | 第39回スーパーボウル   | 第39回スーパーボウル   | 第39回スーパーボウル         | 2                                              | ファルコンズ                 | 47                           |                              |                              | 1月23日 リンカーン・フィナンシャル・フィールド | 1月23日 リンカーン・フィナンシャル・フィールド | 1月23日 リンカーン・フィナンシャル・フィールド |  |  |  |  |
|  | |                                     |                                     |                        |                        |                              | 2                                              | ファルコンズ                 | 47                           |                              |                              | 1月23日 リンカーン・フィナンシャル・フィールド | 1月23日 リンカーン・フィナンシャル・フィールド | 1月23日 リンカーン・フィナンシャル・フィールド |  |  |  |  |
|  | NFC |                                     |                                     |                        |                        |                              |                                                |                              |                              |                              |                              | 1月23日 リンカーン・フィナンシャル・フィールド | 1月23日 リンカーン・フィナンシャル・フィールド | 1月23日 リンカーン・フィナンシャル・フィールド |  |  |  |  |
|  | 2005年1月9日 ランボー・フィールド | 2005年1月9日 ランボー・フィールド   | 2005年1月9日 ランボー・フィールド   | 2                      | ファルコンズ           | 10                           |                                                |                              |                              |                              |                              |                                                |                                                |                                                |  |  |  |  |
|  | 2005年1月9日 ランボー・フィールド | 2005年1月9日 ランボー・フィールド   | 2005年1月9日 ランボー・フィールド   | 2                      | ファルコンズ           | 10                           | 1月16日 リンカーン・フィナンシャル・フィールド |                              |                              |                              |                              |                                                |                                                |                                                |  |  |  |  |
|  | 2005年1月9日 ランボー・フィールド | 2005年1月9日 ランボー・フィールド   | 2005年1月9日 ランボー・フィールド   |                        | 1                      | イーグルス                   | 27                                             |                              |                              |                              |                              |                                                |                                                |                                                |  |  |  |  |
|  | 2005年1月9日 ランボー・フィールド | 2005年1月9日 ランボー・フィールド   | 2005年1月9日 ランボー・フィールド   |                        | 1                      | イーグルス                   | 27                                             |                              |                              |                              |                              |                                                |                                                |                                                |  |  |  |  |
|  | 6 | バイキングス                        | 31                                  | NFC チャンピオンシップ | NFC チャンピオンシップ | NFC チャンピオンシップ       |                                                |                              |                              |                              |                              |                                                |                                                |                                                |  |  |  |  |
|  | 6 | バイキングス                        | 31                                  | NFC チャンピオンシップ | NFC チャンピオンシップ | NFC チャンピオンシップ       | 6                                              | バイキングス                 | 14                           |                              |                              |                                                |                                                |                                                |  |  |  |  |
|  | 3 | パッカーズ                          | 17                                  | NFC チャンピオンシップ | NFC チャンピオンシップ | NFC チャンピオンシップ       | 6                                              | バイキングス                 | 14                           |                              |                              |                                                |                                                |                                                |  |  |  |  |
|  | 3 | パッカーズ                          | 17                                  | NFC チャンピオンシップ | NFC チャンピオンシップ | NFC チャンピオンシップ       | 1                                              | イーグルス                   | 27                           |                              |                              |                                                |                                                |                                                |  |  |  |  |
|  | |                                     |                                     |                        |                        |                              | 1                                              | イーグルス                   | 27                           |                              |                              |                                                |                                                |                                                |  |  |  |  |
|  | - 対戦カード及びスタジアムはシード順で決定される。 そのラウンドに登場する最上位チームが最下位チームとホームで対戦、残った2チームが上位チームのホームで対戦する。 - スーパーボウル開催地は事前にオーナー会議で決定。 - チーム名の左の数字は、2004年レギュラーシーズンの結果に基づいて決定されたシード順。 - * は延長戦決着 - 日付はアメリカ東部時間 |                                     |                                     |                        |                        |                              |                                                |                              |                              |                              |                              |                                                |                                                |                                                |  |  |  |  |